# بيني الأحمر
بيني الأحمر، كان البنس الأحمر طابعًا بريديًا بريطانيًا، صدر عام 1841. وقد خلف طابع البنس الأسود، وظلّ الطابع البريدي الرئيسي في المملكة المتحدة لبريطانيا العظمى وأيرلندا حتى عام 1879، مع تغييرات طفيفة في التصميم خلال تلك الفترة. اللون تغير من اللون الأسود إلى اللون الأحمر لصعوبة رؤية ختم الإلغاء على البنس الأسود؛ بينما كان ختم الإلغاء الأسود اللون واضح للعيان على سطح طابع البنس الأحمر.
في البداية، استعملت بعض الألواح المستخدمة نفسها في طباعة بيني بلاك لأجل طباعة بيني ريد (بيني الأحمر). طبع حوالي 21 مليار طابع بيني الأحمر بواسطة Messrs. Perkins، Bacon & Co.  طبعت الطوابع في صحيفة طوابع مكونة من 240 طابع (20 صفًا من 12 طابعًا)، لذلك تكلف الصف الواحد 1 بنس والصحيفة الكاملة كلفت جنيهًا إسترلينيًا واحدًا. استمر هذا التكوين من 240 طابعًا لصحيفة الطوابع مع جميع طوابع البريد البريطانية منخفضة القيمة الصادرة حتى استعمل النظام العشري في عام 1971، عندما جرى تغيير حجم صحيفة الطوابع إلى 200 طابع (20 صفًا من 10 طوابع)، مما يجعل أقل فئة قيمة (نصف بنس جديد) تكلف جنيهًا إسترلينيًا واحدًا لكل ورقة (صحيفة طوابع). لم يكن للأوراق أي ثقوب وكان يجب قطع الطوابع من الورقة باستخدام مقص، كما هو الحال مع بيني بلاك والطبعات المبكرة للطابع الأزرق ذو البنسين.
كان لكل طابع أحرف فريدة مثل AA، AB وما إلى ذلك في زواياه السفلية، بحيث يمكن تحديد موقعه على اللوحة:
| AA | AB | AC | AD | AE | AF | AG | AH | AI | AJ | AK | AL |
| BA | BB | BC | BD | BE | BF | BG | BH | BI | BJ | BK | BL |
| •  | •  | •  | •  | •  | •  | •  | •  | •  | •  | •  | •  |
| •  | •  | •  | •  | •  | •  | •  | •  | •  | •  | •  | •  |
| •  | •  | •  | •  | •  | •  | •  | •  | •  | •  | •  | •  |
| SA | SB | SC | SD | SE | SF | SG | SH | SI | SJ | SK | SL |
| TA | TB | TC | TD | TE | TF | TG | TH | TI | TJ | TK | TL |
وكانت الزوايا العليا للطابع مملوءة بنقش النجوم.
استُخدمت الثقوب، في طابع تجريبي من قياس 16، لأول مرة عام 1850، واعتُمدت رسميًا عام 1854، بنفس القياس. يمكن تمييز الإصدار التجريبي المثقب عن الإصدار العام، حيث وُضع على الطابع الذي استعمل كتجربة نوعًا مختلفًا من الحروف الأبجدية لأحرف التعريف. في يناير 1855، غُيّر حجم الثقب من 16 إلى 14، إذ وُجد أن الأوراق تتفكك بسهولة شديدة؛ وقد سمح الحجم المصغر للأوراق بالبقاء سليمة حتى يضغط عليها لإجبارها على الانفصال من الصحيفة. وصارت الزوايا العلوية لكل طابع مشغولة بنفس حروف التعريف، ولكن بشكل معكوس.

## أرقام اللوحات
في الأول من أبريل عام 1864، صدر الطابع برقم اللوحة محفورًا في التصميم، على جانبي الدانتيل الأيمن والأيسر. في ذلك الوقت، استُبدلت النجوم في الزوايا العلوية بنفس حروف الطابع المستخدمة في الزوايا السفلية، ولكن بترتيب عكسي.
بسبب التآكل والاندثار للوحات المستعملة في الطبع، استُعملت أكثر من 400 لوحة مختلفة لطباعة البنس الأحمر. واستُخدمت علامتان مائيتان أساسيتان مختلفتان على الورق: تاج صغير (في الإصدارات الأولى) وتاج كبير، واللتان طُرحتا في 15 مايو 1855. أظهرت أولى الطوابع المطبوعة على ورق التاج الكبير ذي العلامة المائية خطين رأسيين صغيرين في الجزء الأوسط من التاج (النوع 1). أما الطبعات اللاحقة فقد أظهرت علامة مائية مُعدّلة لا تظهر عليها هذه الخطوط المركزية (النوع 2).
الطوابع من بعض أرقام اللوحات الفردية، مثل اللوحة 77، نادرة جدًا. وفي عام 2016، بيع مثال من هذه اللوحة في مزاد مقابل 495000 جنيه إسترليني.

## طباعة الطابع
انتهى عصر طابعات بيني ريد بنهاية عام 1879، مع إبرام عقد بيركنز بيكون. استُبدلت بطابع بيني فينيسيان ريد الذي طبعته شركة دو لا رو للطباعة، والذي استمر استخدامه لأكثر من عام بقليل قبل أن يخلفهُ طابع بيني ليلاك الذي استمر لفترة طويلة. ومنذ ذلك الحين، صار طابع بيني ريد مطلوبًا بشدة بين هواة جمع الطوابع.

## التسلسل الزمني
- 10 فبراير 1841- الإصدار الأول: تغير لون طابع البريد فئة بنس واحد من اللون الأسود إلى البني المحمر.[6]
- 1848 - طبع هنري آرتشر صحيفتي الطوابع (اللوحتين) التي تحمل الرقمين 70 و71.
- 1850 - ثقب هنري آرتشر بعض صحائف طوابع الأبجدية الأولى بعدد 16 ثقب.
- 24 فبراير 1854 - أُضيفت الثقوب 16 إلى جميع صحائف الأبجدية الثانية.[7]
- يناير 1855 [8] - تغير حجم الثقب من 16 إلى 14.
- 15 مايو 1855 [9] - تغيّرت العلامة المائية من تاج صغير إلى تاج كبير.
- أغسطس 1855 - أُضيفت الأبجدية الثالثة.
- 1 أبريل 1864 - نُقشت الأحرف في جميع الزوايا الأربع مع ترقيم اللوحة على كل طابع بريدي من الصحيفة 71 فصاعدًا.[2]
- 27 أكتوبر 1879 - طُبعت آخر صحيفة طوابع ذات الرقم (225).
- 3 ديسمبر 1879 - انتهى عقد طباعة صحيفة طوابع بيني ريد رسميًا.[10]